# Arandilla del Arroyo
Arandilla del Arroyo es un municipio y localidad española de la provincia de Cuenca, en la comunidad autónoma de Castilla-La Mancha. El término municipal, ubicado en la comarca de La Alcarria, tiene una población de 14 habitantes (INE 2024).

## Geografía

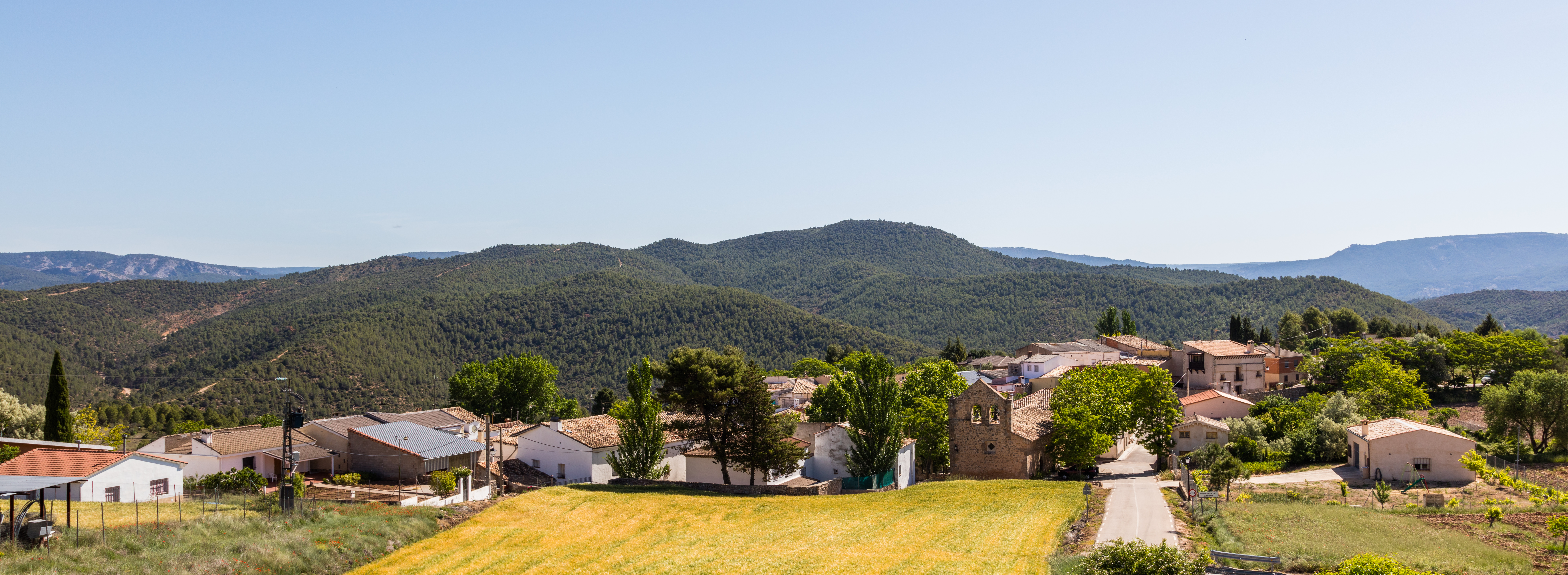
Vista de la localidad

La localidad está ubicada está junto al río Vindel, a 5 km de Valdeolivas y Albendea y a 6 km de Alcantud. Se encuentra a 74 km de Cuenca.

## Historia
En la localidad nació el pintor barroco Pedro Ruiz González (1640-1706). A mediados del siglo XIX, el lugar contaba con una población censada de 159 habitantes. La localidad aparece descrita en el segundo volumen del Diccionario geográfico-estadístico-histórico de España y sus posesiones de Ultramar de Pascual Madoz de la siguiente manera:

ARANDILLA: v. con ayunt. de la prov. y dióc. de Cuenca (7 leg.), part. jud. de Priego (1), aud. terr. de Albacete (20), y c. g. de Valencia (32): sit. en la ladera de un barranco á la entrada de la Alcarria, en sitio combatido por los vientos del N. y S.: su clima, aunque sano, es propenso á tercianas. Tiene 39 casas de mala construccion, pósito, escuela de primeras letras, é igl, parr. de entrada, servida por un cura y el sacristan. Confina el term. por N. con el de Castilforte, E. con el de Alcantud, y S. y O. con el de Valdeolivas y Albendea: en él se encuentra una fuente de buenas y abundantes aguas que sirve para el consumo del vecindario; y un arroyo que toma el nombre de la v. y fertiliza una pequeña parte del térm.: el terreno no es de la mejor calidad, pues su flojedad impide que se cultive la mayor parte: prod.: trigo y otros granos, cáñamo, patatas, hortaliza, vino, aceite y miel: pobl.: 40 vec.; 159 hab.: cap. prod.: 337,880 rs.: imp.: 16,894 rs.: importe de los consumos 1,005 rs. 30 mrs
(Madoz, 1845, p. 428)

Hasta la reforma de la nomenclatura municipal de 1916 el municipio se llamaba simplemente Arandilla. En dicha fecha su nombre fue modificado por el de Arandilla del Arroyo.

## Demografía
Arandilla del Arroyo cuenta con una población de 14 habitantes (INE 2024).
| Gráfica de evolución demográfica de Arandilla del Arroyo entre 1842 y 2021 |
| |
| Población de derecho según los censos de población del INE Población de hecho según los censos de población del INEEn estos censos se denominaba Arandilla: 1842, 1857, 1860, 1877, 1887, 1897, 1900 y 1910 |

## Administración
| Periodo   | Nombre                        | Partido |
| --------- | ----------------------------- | ------- |
| 1995-1999 | Fidencio Fernández Corredor   | PP      |
| 1999-2003 | Fidencio Fernández Corredor   | PP      |
| 2003-2007 | Alicia Chirveches Gallardo    | PP      |
| 2007-2011 | Alicia Chirveches Gallardo    | PP      |
| 2015-2019 | Prudencio Arance de las Heras | PP      |
| 2019-2023 | Rubén Fernández del Castillo  |         |
| 2023-act. | Almudena Benito Crespo        | PSOE    |

## Fiestas
- Segundo fin de semana de agosto.
- 17 de septiembre.